# Soyouz 33
Soyouz 33 est une mission spatiale soviétique qui s'est déroulée en avril 1979.

## Équipage
Les nombres entre parenthèses indiquent le nombre de vols spatiaux effectués par chaque individu jusqu'à cette mission incluse.
- Nikolai Rukavishnikov (3)
- Georgi Ivanov (1)
- Yuri Romanenko (2) remplaçant
- Sacha Aleksandrov[1](0) remplaçant

## Paramètres de la mission
- Masse : 6 860 kg
- Périgée : 198,6 km
- Apogée : 279,2 km
- Inclinaison : 51,63°
- Période : 88,99 minutes

## Points importants
Échec de l'amarrage à Saliout 6 à cause d'un défaut du moteur principal.
Utilisation du moteur de secours pour le retour.
Soyouz 32, issu de la même série que Soyouz 33, alors amarré à la station, ne sera pas utilisé pour le retour de l'équipage pour des raisons de sécurité. Soyouz 34 sera envoyé à vide pour rapatrier l'équipage. Soyouz 32 sera renvoyé en mode automatique avec du fret et atterrira sans problème.